# Округ Шарлевој (Мичиген)
Округ Шарлевој (енгл. Charlevoix County) је округ у америчкој савезној држави Мичиген.

## Демографија
По попису из 2010. године број становника је 25.949, што је 141 (-0,5%) становника мање него 2000. године.
| Група             | 2000.          | 2010.          |
| Белци             | 24.990 (95,8%) | 24.602 (94,8%) |
| Афроамериканци    | 45 (0,2%)      | 80 (0,3%)      |
| Азијати           | 59 (0,2%)      | 103 (0,4%)     |
| Хиспаноамериканци | 272 (1,0%)     | 359 (1,4%)     |
| Укупно            | 26.090         | 25.949         |